# 斑纹猫鸟
斑纹猫鸟（学名：Ailuroedus melanotis，又称斑园丁鸟，是雀形目园丁鸟科的一种鸟类。
斑纹猫鸟体重约176.89克，翼长约157.8毫米，嘴峰长约37.5毫米，喙宽度约10.7毫米，喙厚度约16毫米，跗蹠长约45.8毫米，尾长约115.8毫米。斑纹猫鸟在其分布区内为留鸟，其栖息在密集的高大树木组成的森林中，食性为草食性，主要食物来源是水果。

## 亚种
- [4]